# Eriopyga infirma
Eriopyga infirma là một loài bướm đêm trong họ Noctuidae.